# Antoni d'Espona i de Nuix
Antoni d'Espona i de Nuix (Vic, Osona, 8 de febrer de 1849 – Vic, Osona, 11 de juny de 1917) fou arqueòleg i poeta.
Fundador de l'Esbart de Vic i de la Societat Arqueològica (vicepresident). Fundador i conservador del Museu Episcopal, col·laborà en la redacció del seu catàleg i ofrenà valuosos objectes. Soci de l'Associació Artística i Arqueològica de Barcelona (1886). En el Cercle Literari intervingué en diverses comissions i en particular en la celebració de l'Exposició permanent, origen del Museu. A La Garba Montanyesa, a Lectura Popular i a la Biblioteca d'Autors Vigatans figuren les seves poesies. Traduí obres de Fray Luis de León. La Jerusalem Alliberada, Os Lusiadas i la Divina Comèdia. El seu retrat figura en la sala de recepció del Museu Episcopal.